# Bianca Williams
Bianca Williams (Londres, 18 de diciembre de 1992) es una deportista británica que compite en atletismo, especialista en las carreras de relevos.
Ganó una medalla de bronce en el Campeonato Mundial de Atletismo de 2023, dos medallas en el Campeonato Europeo de Atletismo, en los años 2016 y 2018, y dos medallas en los Relevos Mundiales, en los años 2024 y 2025.
En los Juegos Europeos de Cracovia 2023 consiguió una medalla de bronce en la prueba de 200 m.

## Palmarés internacional
| Campeonato Mundial | Campeonato Mundial       | Campeonato Mundial | Campeonato Mundial |
| Año                | Lugar                    | Medalla            | Prueba             |
| ------------------ | ------------------------ | ------------------ | ------------------ |
| 2023               | Budapest (Hungría)       | Medalla de bronce  | 4 × 100 m          |
| Relevos Mundiales  |                          |                    |                    |
| Año                | Lugar                    | Medalla            | Prueba             |
| 2024               | Nasáu (Bahamas)          | Medalla de bronce  | 4 × 100 m          |
| 2025               | Cantón (China)           | Medalla de oro     | 4 × 100 m          |
| Juegos Europeos    |                          |                    |                    |
| Año                | Lugar                    | Medalla            | Prueba             |
| 2023               | Chorzów (Polonia)        | Medalla de bronce  | 200 m              |
| Campeonato Europeo |                          |                    |                    |
| Año                | Lugar                    | Medalla            | Prueba             |
| 2016               | Ámsterdam (Países Bajos) | Medalla de plata   | 4 × 100 m          |
| 2018               | Berlín (Alemania)        | Medalla de oro     | 4 × 100 m          |